# Edema Fuludu
Edema Fuludu (8 de maio de 1970) é um ex-futebolista profissional nigeriano que atuava como meia.

## Carreira
Edema Fuludu se profissionalizou no Benin City.

## Seleção
Edema Fuludu integrou a Seleção Nigeriana de Futebol na Copa das Nações Africanas de 1994, na Tunísia.

## Títulos
Nigéria
- Copa das Nações Africanas: 1994